# Мачук
Мачук или членувано Мачуко (на македонска литературна норма: Мачук) е археологически обект, вероятно дворец от Късната античност в град Струмица, Северна Македония.

## Местоположение
Мачук е част от археологическия комплекс около Орта джамия. Намира се в старата част на града, на ъгъла на улиците „Тодор Чучков“ и „Стив Наумов“.

## Описание
При копане с багери за строеж на къща са разкрити и частично разрушени части от стар архитектурен обект. Защитните разкопки в 1988 – 1991 година на Института и музей в Струмица разкриват, че става въпрос за обект с много помещения. Открити са подова мозайка, основа на подова мозайка, под от тухли, пластично украсени с кръстове, стени със запазени фрагменти от стенопис, ями, керамични съдове, фрагменти от строителна керамика, както и части от архитектурно-декоративна пластика.
Останките от архитектурата излизат извън размерите на разкопания обект във всички посоки, което показва монументалността на сградата. Според опуса и строителните техники има две строителни фази. По-старата фаза включва помещения, изградени с камък и кал и подове от тухли, а по-новата включва останалите помещения, изградени с ломен камък и варова мазилка, с подови мозайки и останки от живопис. С оглед на местоположението, размерите, архитектурната концепция и останките от интериора може спокойно да се предположи, че това е голям обект от типа дворец от IV – VI век, част от късноантичното селище, изградено в старата част на днешна Струмица.